# Route du Nord
La route du Nord est une route gravelée du Nord-du-Québec qui relie Chibougamau à la Route de la Baie-James.

## Description
La route fut inaugurée en 1993. Sa construction est alors principalement motivée par le développement du projet hydroélectrique de la centrale Eastmain-1, sur la rivière Eastmain. Elle permet également d'ouvrir le secteur à l'industrie forestière. Il n'y a aucun service situé à proximité de cette route extrêmement isolée à l’exception du village cri de Nemaska, au km 296.

## Tracé
| Intersection                                                                                          | Numéro du kilomètre |
| --- | ------------------- |
| Jonction avec la route 167, environ 15 km au nord de Chibougamau                                      | km 0                |
| Halte routière Cheniapiscau                                                                           | km 132              |
| Entrée dans le territoire des réserves fauniques Assinica et des lacs Albanel-Mistassini et Waconichi | km 162              |
| Rivière Rupert                                                                                        | km 238              |
| Poste Albanel (Hydro-Québec)                                                                          | km 258              |
| Halte Lescar                                                                                          | km 286              |
| Poste de la Nemiscau (Hydro-Québec)                                                                   | km 288              |
| Garage de la Compagnie de construction et de développement crie                                       | km 290              |
| Jonction avec la route menant à la centrale hydroélectrique Eastmain-1                                | km 291              |
| Jonction avec la route menant à Nemaska, située à 10 km                                               | km 300              |
| Halte Boisrobert                                                                                      | km 381              |
| Jonction avec la Route de la Baie-James. Fin de la route du Nord.                                     | km 407              |